# St Cuthbert Without
St Cuthbert Without – civil parish w Anglii, w Kumbrii, w dystrykcie (unitary authority) Cumberland. W 2011 roku civil parish liczyła 3422 mieszkańców. W obszar civil parish wchodzą także Blackwell, Brisco, Burthwaite, Durdar, Scalesceugh, Carleton Village, Carleton Grange, Pennine View, Parkland Village i Wreay.